# Режимы измерения экспозиции
Не следует путать с режимами автоматического управления экспозицией
Режим измерения экспозиции — в современной фото- и киноаппаратуре определяет способ оценки яркости разных частей изображения при инструментальном измерении экспозиции, главным образом, при помощи встроенного в камеру фотоэкспонометра.
Измерение отдельных частей кадра позволяет свести к минимуму ошибки, связанные с нестандартной отражательной способностью объектов съёмки и корректно определять экспозицию для сцен с любым контрастом. Различные режимы экспозамера появились с развитием TTL-экспонометров, поскольку в плёночной фотографии практически неосуществимы другими их типами. Современные фотоаппараты обладают возможностью измерения в различных режимах как постоянного света, так и света фотовспышек, измеряемого, как правило, теми же сенсорами, что и непрерывное освещение. В качестве основного производители фотоаппаратуры назначают оценочный замер, наиболее подходящий для автоматических режимов управления экспозицией. При использовании полуавтоматического (ручного) управления основным принято считать центровзвешенный режим измерения.

## Усреднённый замер
При усреднённом измерении (англ. Average metering) яркость всех частей кадра учитывается в равной степени. Таким способом измерения, иногда называемым «интегральным», обладают как внешние экспонометры, так и большая часть встроенных. Первые TTL-экспонометры обладали только таким режимом измерения, который пригоден для малоконтрастных сюжетов, но выдаёт ошибки в случае большой разницы в яркостях объекта съёмки и фона. Некоторые производители предусматривали преобладание чувствительности замера в нижней части кадра с плавным убыванием к верху («Contax RTS», «Olympus OM-1»). Впервые такой тип замера, названный «автоматической компенсацией контраста», реализован в 1966 году в японском фотоаппарате «Minolta SR-T101». Такое соотношение компенсировало частые ошибки при съёмке сюжетов, в которых верхнюю часть кадра занимает светлое небо. В современных фотоаппаратах такой режим не используется, уступив место более совершенным.

## Центровзвешенный замер экспозиции
В аппаратуре различных производителей названия этого режима могут незначительно отличаться: например, «центровзвешенный» (англ. Center-weighted Metering) у Nikon и «центровзвешенный усреднённый» (англ. Center-weighted Average Metering) у Canon. Независимо от торгового названия, принцип такого измерения всегда одинаков: чувствительность сенсора распределена по всему полю кадра неравномерно, плавно спадая от центральной зоны к краям. Область максимальной чувствительности расположена в пределах центрального круга или овала, где обычно находится основной объект съёмки или производится предварительный замер.
Впервые такой способ измерения реализован в TTL-экспонометре съёмной пентапризмы Photomic Tn фотоаппарата Nikon F. Центральная часть малоформатного кадра, ограниченная окружностью диаметром 12 миллиметров, занимала 60% общей чувствительности экспонометра. Доля остальных частей кадра составляла 40%, позволяя более точно измерять большинство сцен. Например, при съёмке портрета на ярком фоне размер круга достаточен для измерения локальной яркости лица. В отличие от точечного режима, чутко реагирующего на малейшие изменения положения зоны замера и требующего постоянного внимания, центровзвешенный замер более усреднён и пригоден для репортажной съёмки.
До появления матричного измерения центровзвешенный был повсеместным стандартом для TTL-экспонометров зеркальных фотоаппаратов, варьируясь лишь в соотношении чувствительности по центру и по полю, а также по диаметру центральной части. Наиболее совершенные профессиональные камеры позволяют регулировать эти параметры в достаточно широких пределах. Практически такой замер осуществляется при помощи одного или двух фоторезисторов, расположенных за окулярной гранью пентапризмы или в оптическом тракте сопряжённого визира с зеркальным обтюратором.
При этом область максимальной чувствительности направляется в центральный круг при помощи конденсорных микролинз, устанавливаемых перед сенсорами.
В цифровых фотоаппаратах, использующих для измерения экспозиции светочувствительную матрицу, центровзвешенный замер осуществляется выбором активной области измерения при оценке данных с матрицы.

## Точечный замер экспозиции
При точечном замере экспозиции (англ. Spot metering) измеряется яркость небольшого участка кадра, размером от 1 до 5 % его общей площади. При этом перепад чувствительности выражен более явно, чем при центровзвешенном замере: яркость остальной часть кадра не измеряется вообще. Обычно «точка» в виде круга или прямоугольника расположена в центре кадра, хотя многие камеры позволяют задать её в других местах. Первым серийным фотоаппаратом с точечным измерением TTL-экспонометра в 1964 году стал Pentax Spotmatic.
До этого существовали только внешние экспонометры, способные измерять яркость в пределах небольшого угла, получившие название «яркомеров» (спотметр, англ. спот – пятно, точка). Точечное измерение является самым точным из всех режимов, поскольку позволяет корректно определить яркость любых участков контрастных сцен, не подходя вплотную к объекту съёмки. При этом возможно как локальное измерение яркости сюжетно важных объектов, так и расчёт экспозиции контрастной сцены по результатам нескольких замеров в её света́х и тенях. Именно точечное измерение положено в основу зонной теории Адамса, применимой в любых областях современной фотографии.
Например, при съёмке ярко освещённого объекта на очень тёмном фоне (например, актёр на тёмной сцене), использование точечного замера по сюжетно важной части позволяет проэкспонировать объект съёмки корректно, проигнорировав общую тёмную тональность. И хотя при этом фон будет снят с недодержкой, нужный объект получит правильную экспозицию. Режим используется аналогично при измерении тёмных объектов на ярком фоне (например, лыжники на снегу), при контровом освещении и в других подобных ситуациях. Точечное измерение позволяет оценивать яркость не только ключевых объектов съёмки, но и второстепенных, определяя экспозицию «по светам» или «по теням», а также измерять общий контраст сюжета.
Современные профессиональные фотоаппараты поддерживают точечный замер по нескольким точкам с усреднением, позволяющий с большой точностью вычислять диапазон яркостей всего кадра. Результаты нескольких замеров разных частей кадра сохраняются в памяти микропроцессора, вычисляющего на их основе корректную экспозицию. Одним из первых фотоаппаратов с многоточечным измерением стал Olympus OM-3. Современные камеры семейства Canon EOS-1D позволяют последовательно осуществлять до 8 точечных замеров разных частей кадра с последующим автоматическим усреднением и вычислением корректной экспозиции.
При точечном измерении требуется повышенное внимание к расположению точки замера, поэтому для репортажной съёмки центровзвешенный режим считается более предпочтительным.

## Режим частичного измерения
Частичный замер (англ. Partial Metering) является разновидностью точечного, охватывая более широкую «точку» размером 10—15% общей площади кадра. В отличие от центровзвешенного, учитывающего яркость всего кадра в разных пропорциях, частичный измеряет только ограниченную зону, как и точечный. Зона измерения может иметь форму круга или прямоугольника. Как отдельный режим наиболее распространён в фотоаппаратах Canon, впервые реализованный в модели Canon F-1, где измерялся центральный прямоугольник, занимающий 12% площади кадра. В камерах большинства других производителей достигается регулировкой ширины зоны измерения точечного режима.
Частичный экспозамер может быть реализован не только в зеркальных фото- и кинокамерах. Такое измерение возможно и в дальномерных фотоаппаратах, как это было сделано в камере Leica M6, в которой измеряется свет, отражённый от белого пятна, нанесённого на первую шторку затвора. В предыдущей модели «Leica M5» аналогичный способ измерения реализован с помощью фоторезистора, расположенного в фокальной плоскости на откидном рычаге.

## Матричный (оценочный, многозонный) замер экспозиции
Оценочный или матричный замер (англ. Matrix Metering, Evaluative Metering, Multi-pattern Metering в зависимости от производителя) основан на разделении кадра на несколько сегментов, яркость которых измеряется одновременно, а полученные результаты обрабатываются микропроцессором камеры, определяя оптимальную экспозицию на основе статистических данных. Как правило, такие данные получены производителем оборудования на основе сопоставления результатов измерения и конечного изображения многочисленных тестовых съёмок часто встречающихся сюжетов. 
Впервые такой режим полноценно реализован в 1983 году в фотоаппарате Nikon FA. Площадь кадра была поделена на 5 сегментов: центральный круг и 4 угловые зоны. Полученные результаты замера по 5 зонам обрабатывались встроенным микропроцессором для получения корректного значения экспозиции. В дальнейшем значительно усовершенствованный режим стал стандартным для зеркальных фотоаппаратов, и в настоящее время используется во всех типах цифровых камер. Участков измерения стало значительно больше, а с появлением автофокуса с несколькими точками фокусировки, алгоритмы дополнены приоритетом сегментов, совпадающих с выбранной точкой наводки. 
Современные фотоаппараты Canon EOS 5D Mark III и Canon EOS 6D оснащаются двухслойным 63-зонным датчиком матричного замера, согласованным с многоточечным автофокусом. Два слоя сенсора обладают различной спектральной чувствительностью, повышая точность экспозамера. В профессиональной камере Canon EOS-1D X Mark II, число зон измерения которой доведено до 360 000, использована наиболее сложная разновидность матричного измерения, учитывающая цвет и дистанцию до объекта съёмки. 
Впервые такая технология, названная 3D Color Matrix Metering была реализована в 1996 году в профессиональной камере Nikon F5, оснащённой датчиком с 1005 зонами, раздельно измеряющими яркость красного, зелёного и синего цветов. Технология позволяет учитывать не только цвет, но и объём снимаемой сцены за счёт ввода в экспонометр значения дистанции фокусировки объектива. Новейшие алгоритмы статистического расчёта экспозиции дополнены обнаружением лиц в снимаемом кадре, и получили торговое название «система распознавания сцены». 
Матричный режим измерения экспозиции является наиболее совершенным при автоматических режимах управления экспозицией, однако мало пригоден в полуавтоматическом, поскольку привносит непредсказуемые поправки в результаты замера. 
В плёночной фотографии реализация матричного режима измерения возможна только в однообъективных зеркальных фотоаппаратах с TTL-экспонометром и требует многозонного фоторезистора, измеряющего уменьшенное изображение снимаемого кадра.
В плёночных и цифровых зеркальных камерах такое изображение строится при помощи микрообъектива, располагающегося за окулярной гранью пентапризмы вместе с многозонным сенсором или измерительной ПЗС-матрицей. Точечный и все остальные режимы измерения в этом случае осуществляется коммутацией отдельных элементов того же датчика. Цифровые фотоаппараты других типов, использующие для измерения светочувствительную матрицу, реализуют все режимы выбором необходимых участков измерения непосредственно на матрице, регистрирующей изображение.
В TTL-экспонометрах киносъёмочных аппаратов нашли применение все режимы измерения, кроме матричного, который непригоден для оценки экспозиции движущегося изображения.